# Метод ділової гри
Ділова гра — метод імітації прийняття рішень керівників або спеціалістів в різних виробничих ситуаціях, здійснюваний за заданими правилами групою людей або людиною з ПК в діалоговому режимі, при наявності конфліктних ситуацій або інформаційної невизначеності.

## Історія виникнення
Перша ділова гра була розроблена і проведена в СРСР в 1932 році М. М. Бірштейном в Ленінградському Інженерно-Економічному Інституті (нині відомому як ІНЖЕКОН). У 1938 році ділові ігри в СРСР спіткала доля ряду наукових напрямків, вони були заборонені. Їх друге народження відбулося тільки в 60-х рр., Після того як з'явилися перші ділові ігри в США (1956 р Ч. Абт, К. Грінблат, Ф. Грей, Г. Грем, Г. Дюпюї, Р. Дьюк, Р. Прюдом та інші).
Ділова гра зародилася як інструмент пошуку управлінських рішень в умовах невизначеності і багатофакторності. В даний час вони використовуються в навчальному процесі ВНЗ як педагогічна технологія, або один з методів активного навчання, при проведенні соціально-психологічних тренінгів і на виробництві для вирішення виробничих, соціальних і психологічних завдань. У всіх випадках присутня «двоплановость ділової гри» і вирішуються не тільки ігрові або професійні завдання, але одночасно відбувається навчання і виховання учасників. Розвиток комп'ютерних технологій призвело до створення низки комп'ютерних аналогів типових ділових ігор та нового класу складних комп'ютерних економічних ігор (Capitalizm), але і до створення великих багаторазових бізнес-симуляцій (Virtonomica), онлайн-платформ представляють собою середовище для генерації і проведення нового покоління ділових ігор онлайн і дистанційних тренінгів.

## Психолого-педагогічні принципи організації ділової гри
- принцип імітаційного моделювання конкретних умов і динаміки виробництва. Моделювання реальних умов професійної діяльності фахівця у всьому різномаїтті службових, соціальних і особистісних зв'язків є основою методів інтерактивного навчання;
- принцип ігрового моделювання змісту і форм професійної діяльності. Реалізація цього принципу є необхідною умовою навчальної гри, оскільки несе в собі навчальні функції;
- принцип спільної діяльності. У діловій грі цей принцип вимагає реалізації за допомогою залучення в пізнавальну діяльність кількох учасників. Він вимагає від розробника вибору і характеристики ролей, визначення їх повноважень, інтересів і засобів діяльності. При цьому виявляються і моделюються найбільш характерні види професійної взаємодії «посадових» осіб;
- принцип діалогічного спілкування. У цьому принципі закладено необхідна умова досягнення навчальних цілей. Тільки діалог, дискусія з максимальною участю всіх граючих здатна породити воістину творчу роботу. Всебічне колективне обговорення навчального матеріалу учнями дозволяє домогтися комплексного подання ними професійно значущих процесів і діяльності.
- принцип двоплановости; Принцип двоплановости відображає процес розвитку реальних особистісних характеристик фахівця в «уявних», ігрових умовах. Розробник ставить перед тими, хто навчається двобічні цілі, що відображають реальний і ігровий контексти в навчальній діяльності.
- принцип проблемності змісту імітаційної моделі і процесу її розгортання в ігровій діяльності. (Вербицький А. А., 1991)

## Цілі використання
- формування пізнавальних і професійних мотивів та інтересів;
- виховання системного мислення фахівця, що включає цілісне розуміння не тільки природи і суспільства, а й себе, свого місця в світі;
- передача цілісного уявлення про професійну діяльність і її великих фрагментах з урахуванням емоційно-особистісного сприйняття;
- навчання колективної розумової і практичної роботи, формування умінь і навичок соціальної взаємодії і спілкування, навичок індивідуального і спільного прийняття рішень;
- виховання відповідального ставлення до справи, поваги до соціальних цінностей і установок колективу і суспільства в цілому;
- навчання методам моделювання, в тому числі математичного, інженерного і соціального проектування.

## Ознаки ділової гри
Характерні ознаки ділової гри можна представити таким переліком:
1. Моделювання процесу праці (діяльності) керівних працівників і спеціалістів підприємств і організацій щодо вироблення управлінських рішень.
2. Реалізація процесу «ланцюжка рішень». Оскільки в діловій грі моделювальна система розглядається як динамічна, це призводить до того, що гра не обмежується рішенням однієї задачі, а вимагає «ланцюжка рішень». Рішення, прийняте учасниками гри на першому етапі, впливає на модель і змінює її початковий стан. Зміна стану надходить в ігровий комплекс, і на основі отриманої інформації учасники гри виробляють рішення на другому етапі гри і т. Д.
3. Розподіл ролей між учасниками гри.
4. Різниця рольових цілей при виробленні рішень, які сприяють виникненню суперечностей між учасниками конфлікту інтересів.
5. Наявність керованої емоційної напруги.
6. Взаємодія учасників, які виконують ті чи інші ролі.
7. Наявність загальної ігрової мети у всього ігрового колективу.
8. Колективне вироблення рішень учасниками гри.
9. Багатоальтернативність рішень.
10. Наявність системи індивідуального або групового оцінювання діяльності учасників гри.

## Структура ділової гри
Відповідно до подання про загальну структуру методів активного навчання, ключовим, центральним елементом є імітаційна модель об'єкта, оскільки тільки вона дозволяє реалізувати ланцюжок рішень. Моделлю може виступати організація, професійна діяльність, сукупність законів або фізичних явищ тощо. У поєднанні з середовищем (зовнішнім оточенням імітаційної моделі), імітаційна модель формує проблемний зміст гри.
Дійовими особами в ДІє учасники, що організовуються в команди і виконують індивідуальні або командні ролі. При цьому і модель, і дійові особи знаходяться в ігровому середовищі, що представляє професійний, соціальний або суспільний контекст імітованої в грі діяльності фахівців. Сама ігрова діяльність постає у вигляді варіативного впливу на імітаційну модель, що залежить від її стану і який здійснюється в процесі взаємодії учасників, що регламентується правилами.
Систему впливу учасників на імітаційну модель в процесі їх взаємодії можна розглядати як модель управління. Вся ігрова діяльність відбувається на тлі і відповідно до дидактичної моделлю гри, що включає такі елементи, як ігрову модель діяльності, систему оцінювання, дії ігротехніка і все те, що служить забезпеченням досягнення навчальних цілей гри.

## Ділові гри і стратагеми в тренінгу
Те, що нині названо «іграми», ще за кілька століть до початку нашої ери було розроблено та впроваджено в повсякденне життя в системі цінностей стратагемного мислення людей і імпліцировано в пласти культури багатьох цивілізації "Розглянемо дві моделі навчання, різні за своїм основним принципом: класичну дедуктивно-номологічну і індуктивну моделі. Дедуктивно-номологічна модель навчання реалізується за допомогою наступного сценарію: на початку розглядається загальна тема, потім здійснюється перехід до конкретних прикладів. Індуктивна модель вкрай поширена в стратагемного формі навчання і реалізується за допомогою іншого сценарію: на початку розглядається приклад, в подальшому з нього формується загальна тема. Наприклад, притчі. Виходячи з конкретної притчі, можна отримати більш загальний, цілісний сенс. У зв'язку з цим вони отримали широке поширення в навчанні, так, наприклад, ще Будда говорив притчами. Однак притча не містить в собі стратегії, що орієнтує думку більшою мірою не до конкретної практиці, а до загального життєвого змісту. Стратагема ж на відміну від неї, здатна направляти рух думки в конкретне задане русло цілісного сенсу, а також створювати елемент загального бачення центрального ядра ситуації і шляхів її розв'язання "